# Acantopsis thiemmedhi
Acantopsis thiemmedhi е вид лъчеперка от семейство Cobitidae.

## Разпространение
Видът е разпространен в Тайланд.

## Описание
На дължина достигат до 11,8 cm.